# Jerome Robbins' Broadway
Jerome Robbins' Broadway è una rivista musicale che rivista l'opera del coreografo e regista Jerome Robbins, mettendo in scena pezzi da The King and I, Gypsy: A Musical Fable, On the Town e West Side Story. Il musical ha debuttato a Broadway nel gennaio 1989 ed è rimasto in scena per oltre seicento repliche, vincendo sei Tony Awards, tra cui miglior musical. Facevano parte del cast originale Jason Alexander, Faith Prince, Debbie Shapiro Gravitte e Charlotte d'Amboise.